# Drnholec
Drnholec (en allemand : Dürnholz) est un bourg (městys) du district de Břeclav, dans la région de Moravie-du-Sud, en République tchèque. Sa population s'élevait à 1 864 habitants en 2024.

## Géographie
Drnholec se trouve à 32 km au nord-ouest de Břeclav, à 39 km au sud-sud-ouest de Brno et à 201 km au sud-est de Prague.
La commune est limitée par Troskotovice et Vlasatice au nord, par Pasohlávky et Brod nad Dyjí à l'est, par Novosedly au sud-est, par Jevišovka au sud-ouest, et par Litobratřice à l'ouest.

## Histoire
La première mention écrite de la localité date de 1249.

## Galerie

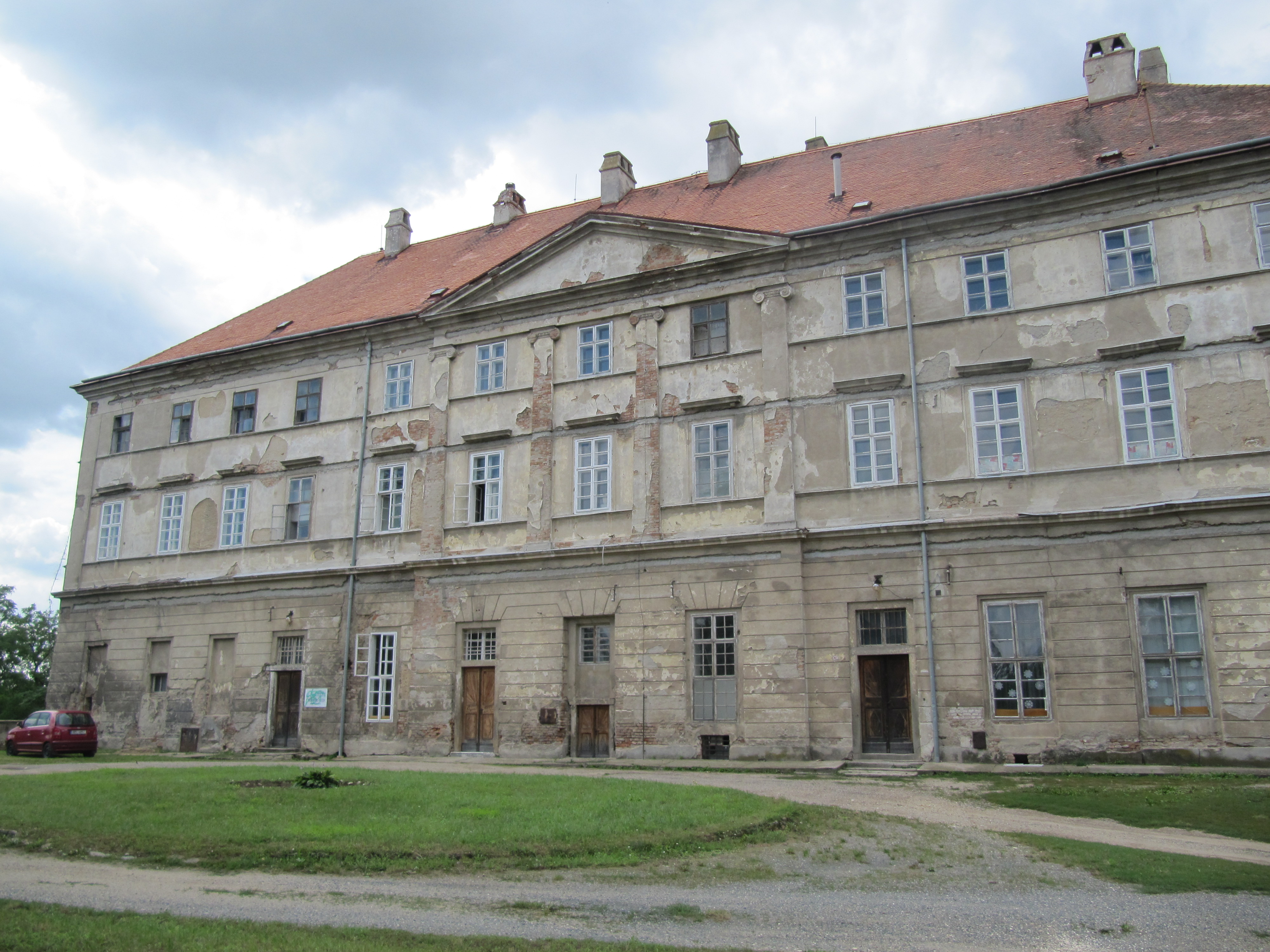
Château de Drnholec.
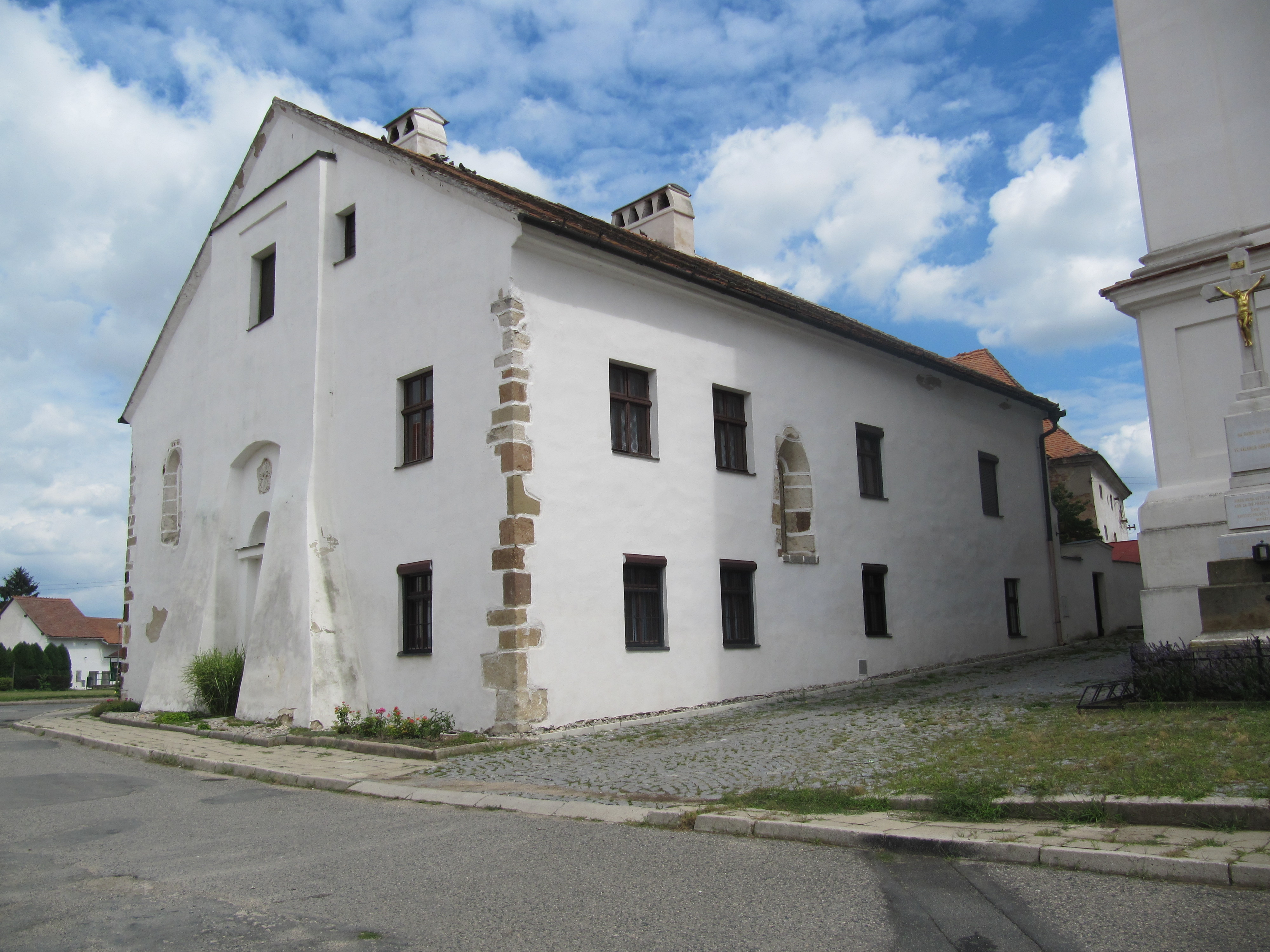
Presbytère.

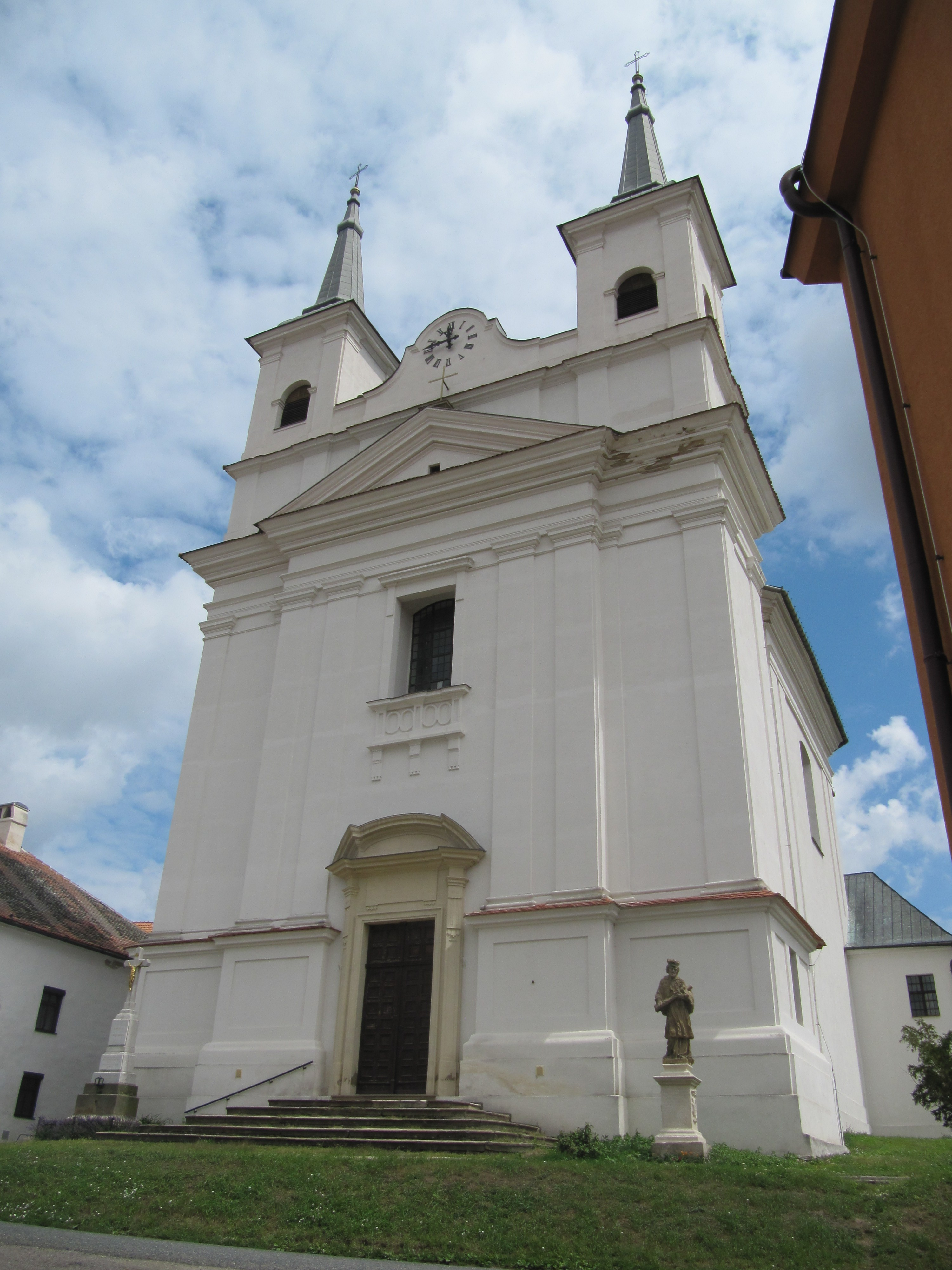
Église de la sainte-Trinité.
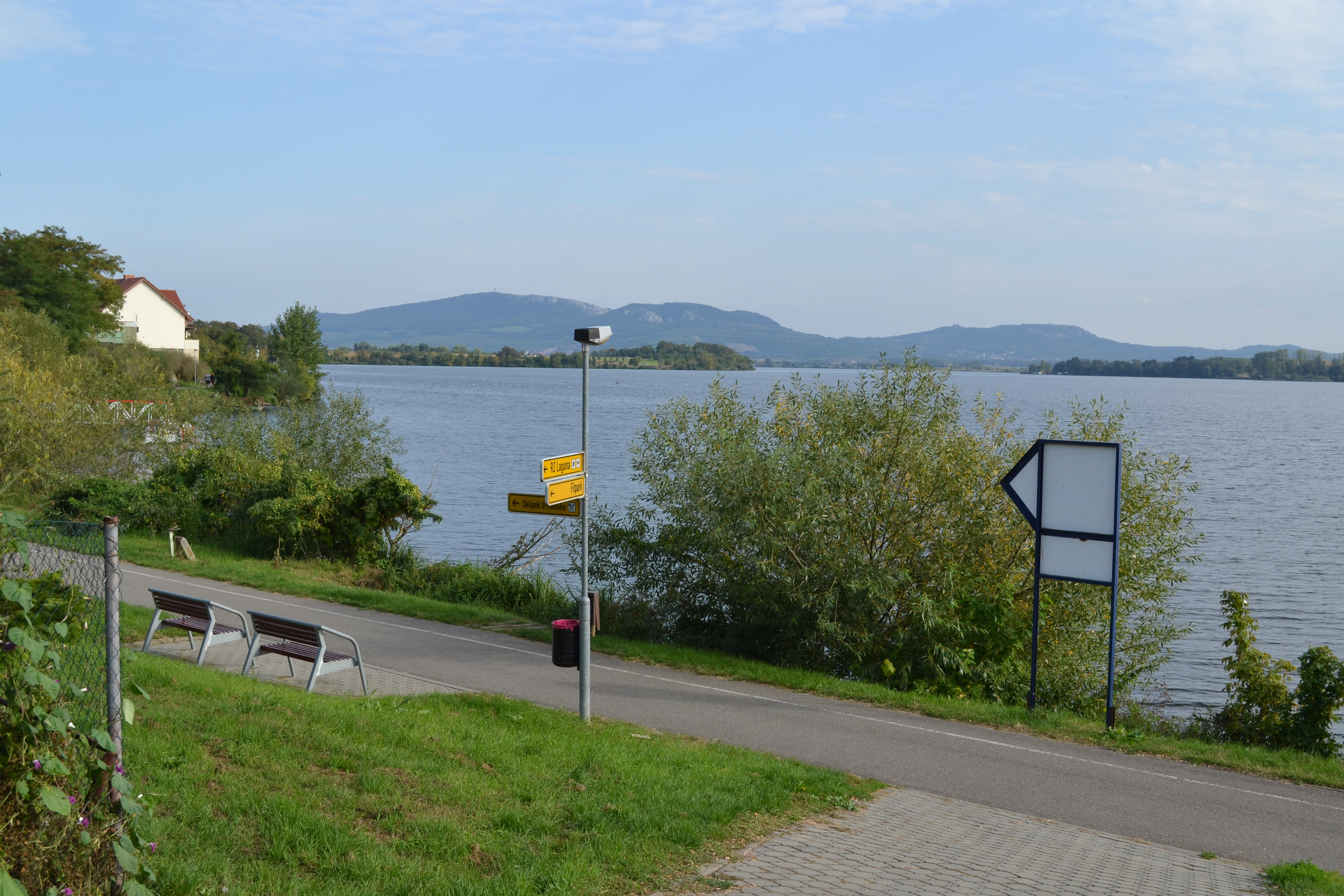
Réservoir de Mušov.

## Économie
Drnholec appartient à la région viticole de Mikulov. Un climat chaud et sec, un bon ensoleillement et des sols calcaires favorisent la culture de la vigne.

## Transports
Par la route, Drnholec se trouve à 16 km de Mikulov, à 42 km de Brno et à 234 km de Prague.